# Smerinthinae
Smerinthinae es una subfamilia de lepidópteros ditrisios perteneciente a la familia Sphingidae.

## Tribus
- Tribu Ambulycini
- Tribu Smerinthini
- Tribu Sphingulini